# Acalolepta basigranulata
Acalolepta basigranulata är en skalbaggsart som först beskrevs av Stefan von Breuning 1954.  Acalolepta basigranulata ingår i släktet Acalolepta och familjen långhorningar. Inga underarter finns listade i Catalogue of Life.